# Diócesis de Groninga-Leeuwarden
La diócesis de Groninga-Leeuwarden (en latín: Dioecesis Groningensis-Leovardiensis y en neerlandés: Bisdom Groningen-Leeuwarden) es una circunscripción eclesiástica de la Iglesia católica en los Países Bajos. Se trata de una diócesis latina, sufragánea de la arquidiócesis de Utrecht. Desde el 7 de julio de 2025 su obispo es [[Ronald Gerhardus Wilhelmus Cornelissen]}.

## Territorio y organización

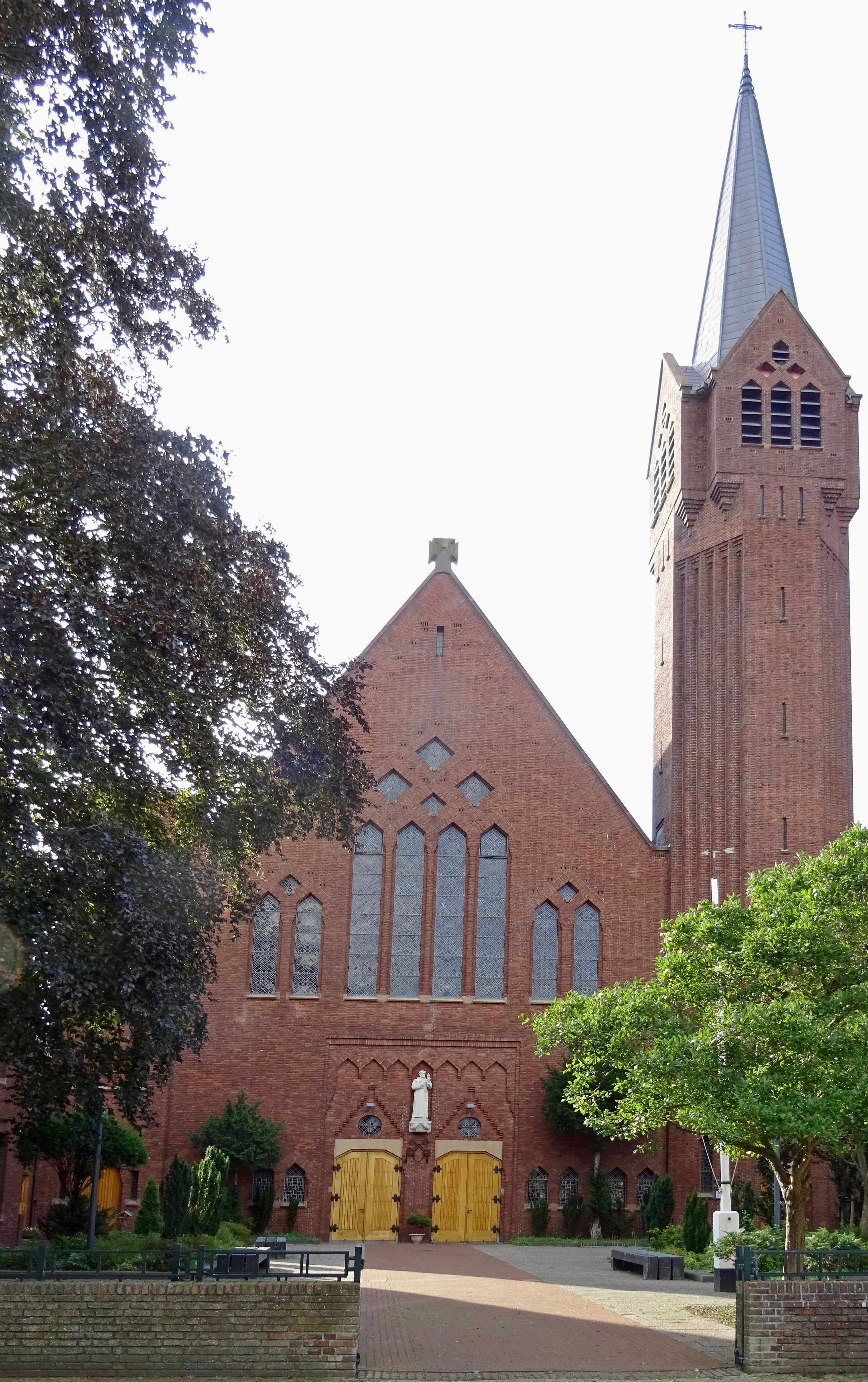
Basílica menor de San Francisco, en Bolsward

La diócesis tiene 8880 km² y extiende su jurisdicción sobre los fieles católicos de rito latino residentes en las provincias de Groninga, Frisia y Drente y la parte septentrional de la provincia de Flevoland. El territorio diocesano limita al suroeste con la diócesis de Haarlem-Ámsterdam, al este con la diócesis de Osnabrück (Alemania) y al sur con la arquidiócesis de Utrecht.

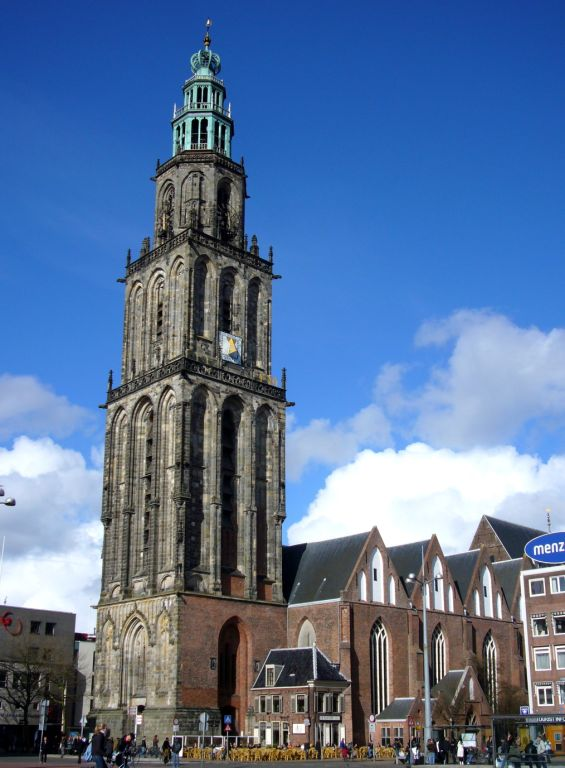
Iglesia de San Martín, en Groninga, antigua catedral de la diócesis, hoy pertenece a la Iglesia protestante en los Países Bajos

La sede de la diócesis se encuentra en la ciudad de Groninga, en donde se halla la Catedral de San José. En Bolsward se encuentra la basílica menor de San Francisco. La iglesia de San Martín, en Groninga, fue la sede de la antigua diócesis de Groninga hasta la Reforma protestante en 1594, hoy pertenece a la Iglesia protestante en los Países Bajos.
En 2023 en la diócesis existían 21 parroquias agrupadas en 2 vicariatos.

## Historia

### Antecedentes
El 12 de mayo de 1559 el papa Paulo IV erigió 14 nuevas diócesis en los Países Bajos, entre ellas las de Groninga y de Leeuwarden, que, junto con las cuatro preexistentes, formaron tres nuevas provincias eclesiásticas, a saber, Cambrai, Malinas y Utrecht, de las cuales Groninga se convirtió en sufragánea. 
Las provincias del noreste de los Países Bajos, sin embargo, se opusieron a esta organización eclesiástica, por temor a que reforzara la influencia española en esas regiones, que solo unas décadas antes se habían convertido en posesiones españolas. Luego de la guerra de los Ochenta Años, los calvinistas conquistaron Groninga y Leeuwarden y el culto católico fue prohibido el 22 de julio de 1594. 
A partir de este momento el territorio se convirtió en tierra de misión, encomendada a la Missio Hollandica (Hollandse Zending). Solo a partir de 1610 el jefe de la misión, Sasbout Vosmeer, pudo enviar periódicamente misioneros a estas regiones, pero muy pocos en comparación con las necesidades locales. En 1628 había solo 5 misioneros y solo Groninga tenía un sacerdote residente. La población católica, todavía suficientemente numerosa a mediados del siglo XVII, especialmente en el campo, disminuyó drásticamente por la falta de misioneros. Solo a finales de siglo, Johannes van Neercassel pudo organizar estaciones de misión fijas, divididas en 4 distritos. En las primeras décadas del siglo XVIII estas estaciones misioneras pasaron a formar parte del arciprestazgo del Norte, con sede en Haarlem y con jurisdicción sobre todas las antiguas diócesis del norte del país.
En el momento de la restauración de la jerarquía católica en los Países Bajos en 1853, el catolicismo se redujo al mínimo, a excepción de algunas áreas fronterizas donde los emigrantes alemanes de fe católica habían llegado a establecerse. En la provincia de Drenthe había muy pocas localidades donde la proporción de católicos superaba el 1%. En Groninga, se estima que los católicos representaban el 16% de la población de la ciudad, pero en el resto de la provincia el porcentaje oscilaba entre el 0.1 y el 2%. Por esta razón, la antigua diócesis no fue restaurada y su territorio fue anexado al de la arquidiócesis de Utrecht.

### Diócesis de Groninga
Un siglo después, se decidió la restauración de la diócesis, erigida el 16 de julio de 1955 mediante la bula Dioecesium immutationes del papa Pío XII. Su territorio, obtenido del de la arquidiócesis de Utrecht, incluía, además del territorio de la antigua sede, también el de la diócesis de Leeuwarden.
El 4 de mayo de 1956, con la carta apostólica Si quocumque, el papa Pío XII proclamó a san Bonifacio, obispo y mártir, patrono de la diócesis.
El 15 de agosto de 1956, mediante la bula Groningensis Ecclesia, el papa Pío XII instituyó el cabildo de la catedral.
En 1981 la catedral fue establecida en la iglesia de San José en Groninga.
El 26 de noviembre de 2005 tomó su nombre actual mediante el decreto Multum conferre de la Congregación para los Obispos.

## Estadísticas
Según el Anuario Pontificio 2024 la diócesis tenía a fines de 2023 un total de 96 000 fieles bautizados.
| Año                                                                             | Población            | Población | Población      | Sacerdotes | Sacerdotes    | Sacerdotes    | Bautizados por sacerdote | Diáconos permanentes | Religiosos | Religiosos | Parroquias |
| Año                                                                             | Bautizados católicos | Total     | % de católicos | Total      | Clero secular | Clero regular | Bautizados por sacerdote | Diáconos permanentes | Varones    | Mujeres    | Parroquias |
| ------------------------------------------------------------------------------- | -------------------- | --------- | -------------- | ---------- | ------------- | ------------- | ------------------------ | -------------------- | ---------- | ---------- | ---------- |
| 1970                                                                            | 128 194              | 1 500 000 | 8.5            | 288        | 191           | 97            | 445                      |                      | 154        | 719        | 99         |
| 1980                                                                            | 145 600              | 1 585 000 | 9.2            | 150        | 63            | 87            | 970                      |                      | 174        | 493        | 101        |
| 1990                                                                            | 145 903              | 1 645 000 | 8.9            | 92         | 38            | 54            | 1585                     | 3                    | 102        | 321        | 97         |
| 1999                                                                            | 123 600              | 1 700 000 | 7.3            | 61         | 33            | 28            | 2026                     | 4                    | 31         | 90         | 85         |
| 2000                                                                            | 121 000              | 1 700 000 | 7.1            | 56         | 33            | 23            | 2160                     | 4                    | 26         | 90         | 84         |
| 2001                                                                            | 120 000              | 1 700 000 | 7.1            | 53         | 31            | 22            | 2264                     | 4                    | 24         | 50         | 84         |
| 2002                                                                            | 120 000              | 1 700 000 | 7.1            | 52         | 30            | 22            | 2307                     | 3                    | 23         | 50         | 84         |
| 2003                                                                            | 120 000              | 1 700 000 | 7.1            | 50         | 28            | 22            | 2400                     | 3                    | 22         | 45         | 84         |
| 2004                                                                            | 120 000              | 1 700 000 | 7.1            | 50         | 28            | 22            | 2400                     | 3                    | 22         | 40         | 84         |
| 2006                                                                            | 120 000              | 1 700 000 | 7.1            | 49         | 27            | 22            | 2448                     | 4                    | 22         | 30         | 84         |
| 2013                                                                            | 109 500              | 1 914 000 | 5.7            | 36         | 30            | 6             | 3041                     | 3                    | 7          | 11         | 81         |
| 2016                                                                            | 110 200              | 1 927 000 | 5.7            | 37         | 33            | 4             | 2978                     | 3                    | 5          | 11         | 81         |
| 2019                                                                            | 102 150              | 1 944 920 | 5.3            | 38         | 29            | 9             | 2688                     | 3                    | 13         | 4          | 21         |
| 2021                                                                            | 101 330              | 1 798 657 | 5.6            | 30         | 26            | 4             | 3377                     | 3                    | 12         | 2          | 20         |
| 2023                                                                            | 96 000               | 1 770 000 | 5.4            | 26         | 25            | 1             | 3692                     | 6                    | 9          | 2          | 21         |
| Fuente: Catholic-Hierarchy, que a su vez toma los datos del Anuario Pontificio. |                      |           |                |            |               |               |                          |                      |            |            |            |

### Vida consagrada
En el territorio de la diócesis, desempeñan su labor carismática religiosos y religiosas de diferentes institutos de vida consagrada y sociedades de vida apostólica. Entre otros institutos, están presentes en Groninga-Leeuwarden, la Orden del Císter (cistercienses), Congregación del Espíritu Santo (espiritanos) y las Hermanas Franciscanas de San Jorge Mártir.

## Episcopologio

### Obispos de Groninga
- Pieter Antoon Nierman (10 de marzo de 1956-21 de mayo de 1969 renunció[nota 1])
- Johann Bernard Wilhelm Maria Möller (21 de mayo de 1969-26 de abril de 1999 falleció)
- Willem Jacobus Eijk (17 de julio de 1999-11 de diciembre de 2007 nombrado arzobispo de Utrecht)
- Gerard Johannes Nicolaus de Korte (18 de junio de 2008-26 de noviembre de 2005 nombrado obispo de Groninga-Leeuwarden)

### Obispos de Groninga-Leeuwarden
- Gerard Johannes Nicolaus de Korte (26 de noviembre de 2005-5 de marzo de 2016 nombrado obispo de Bolduque)
- Cornelis Franciscus Maria van den Hout (1 de abril de 2017-21 de junio de 2024 nombrado obispo de Roermond)
- Ronald Gerhardus Wilhelmus Cornelissen, desde el 7 de julio de 2025